# ジョー今城
ジョー 今城（ジョー いまじょう、1953年5月27日 - 2005年5月4日）は、日本のDJ。サッカーJリーグやプロ野球のスタジアムDJなどを勤めた。本名は今城良雄。広島県福山市出身。上智大学文学部卒業。

## 出演

### テレビ番組
- 丸井SPOPS（テレビ神奈川）-V.J.

### ラジオ番組
- 使える英語（JFN系列）
- レディオ湘南
- 情報てんこもり、びんご屋のラジオくん（RCCラジオ・福山放送局制作。1996年 - 1997年に放送）
  - 当時広島エリア（1350khz）・備北エリア（1458khz）と別編成を組んでいた備後エリア（1530khz）で福山そごうのサテライトスタジオから放送。出身地の福山市への帰省を兼ねての担当だった。